# Denis Tunnicliffe
Pour les articles homonymes, voir Tunnicliffe.
Denis Tunnicliffe, baron Tunnicliffe, (né le 17 janvier 1943) est un pilote et cheminot britannique. Il est un pair travailliste, qui occupe plusieurs postes à la Chambre des lords, whip du gouvernement et porte-parole de la défense. Il est actuellement whip en chef adjoint de l'opposition.

## Jeunesse et carrière
Fils d'Arthur et d'Ellen Tunnicliffe, il fait ses études à la Henry Cavendish School de Derby et à l'University College de Londres, où il obtient un baccalauréat ès sciences en mathématiques en 1965. Il poursuit ses études au College of Air Training à Hamble et travaille ensuite pour British Overseas Airways Corporation (BOAC) et plus tard British Airways de 1966 à 1986. Jusqu'en 1972, il est copilote.
Depuis 1968, il est marié à Susan Dale. Ils ont deux fils, dont un maintenant décédé.
De 1986 à 1988, Tunnicliffe est directeur général de la division Aviation de International Leisure Group. Pour le métro de Londres, il est directeur général entre 1988 et 1998 et président entre 1998 et 2000. Tunnicliffe est directeur général de London Regional Transport de 1998 à 2000 et président de la United Kingdom Atomic Energy Authority de 2002 à 2004. Depuis 2003, il est président du Rail Safety and Standards Board. Pour la British Airline Pilots 'Association, il est membre entre 1966 et 1972, et membre du conseil local de 1969 à 1972.
Tunnicliffe est administrateur du Homerton College, Cambridge et membre du conseil de Royal Holloway, Université de Londres.
Dans les honneurs d'anniversaire de 1993, il est nommé Commandeur de l'Ordre de l'Empire britannique (CBE).
Il est créé pair à vie en tant que baron Tunnicliffe, de Bracknell dans le comté de Berkshire le 2 juin 2004. Depuis son entrée à la Chambre des lords il occupe de nombreux postes, notamment Lord-in-waiting pendant les deux dernières années du gouvernement travailliste.
À la suite de l'élection générale de 2010, il est nommé whip en chef adjoint de l'opposition sous Steve Bassam tout en servant brièvement comme porte-parole de l'opposition pour la défense. Il continue de servir de whip en chef adjoint ainsi que de porte-parole général pour un éventail de questions, comme c'est la coutume pour les whips à la Chambre des lords.